# Семянніков Ярослав Андрійович
Яросла́в Андрі́йович Семянніков — солдат Збройних сил України, відзначився в ході російського вторгнення в Україну.

## Життєпис
Ярослав Семянніков народився 2002 року. Після призову до лав Збройних сил України розпочав свою військову кар'єру в складі 17-ї окремої танкової бригади імені Костянтина Пестушка у Кривому Розі. З перших днів повномасштабного вторгнення Росії в Україну перебував на передовій. Загинув на початку квітня 2022 року.

## Нагороди
- орден «За мужність» III ступеня (2022, посмертно) — за особисту мужність під час виконання бойових завдань, самовіддані дії, виявлені у захисті державного суверенітету та територіальної цілісності України, вірність військовій присязі.